# Kronologija Domovinskog rata: kolovoz 1992.

### 1. kolovoza
- Makedonija podnijela zahtjev za članstvo u UN.[1]
- Izbori u Hrvatskoj. Biraju se predsjednik Republike i 124 zastupnika u hrvatskom Saboru.[1]

### 2. kolovoza
- Dr. Franjo Tuđman (Hrvatska demokratska zajednica) dobio, prema nepotpunim, neslužbenim rezultatima za izbor predsjednika Republike Hrvatske 56,64% glasova (obrađeno 36,90% biračkog tijela). HDZ u glasovanju za državne liste vodi s 44,53%, ispred HSLS s 18,15% glasova (obrađeno 17,06% biračkog tijela).[1]

### 3. kolovoza
- Nizozemska javnost nezadovoljna vladinom politikom prema izbjeglicama u Hrvatskoj i BiH.[1]
- Europska komisija istaknula da Hrvatska ove zime mora pronaći 300.000 mjesta za izbjeglice, a već ih je dosad smjestila 598.000, napominje Visoki komesarijat za izbjeglice (HCR).[1]
- Izvješća o srpskim koncentracijskim logorima, tema je dana u Francuskoj, čija je diplomacija zatražila od srpskih vlasti da odmah dopuste pristup zatočenicima.[1]
- Srbi granatiraju Bihać, a po prvi put bačeni su i bojni otrovi.[1]
- Na XXV olimpijskim igrama u Barceloni tenisač Goran Ivanišević donio Hrvatskoj prvu medalju, i to zlatnu.[1]

### 4. kolovoza
- U Francuskoj objavljeni novi dokazi o srpskim zločinima u Bosni i Hercegovini.[1]
- Zastupnici u njemačkom Bundestagu zahtijevaju da se Muslimanima i Hrvatima hitno uputi pomoć u oružju kako bi se mogli oduprijeti bandama srpskih ubojica.[1]
- I Američka vlada raspolaže podacima o zločinima u srpskim konclogorima, rekao predstavnik State Departmenta R. Boucher.[1]
- Srpski zrakoplovi ponovno raketirali samo središte Slavonskog Broda.[1]
- Alija Izetbegović pismeno zatražio od Vijeće sigurnosti UN da se ukine embargo na uvoz oružja u BiH.[1]
- Vlada Republike Hrvatske uputila pismo Boutrosu Ghaliju u povodu najnovijeg zračnog napada na Slavonski Brod.[1]

### 5. kolovoza
- Pomorska kontrola provedbe sankcije UN protiv Srbije i Crne Gore nedjelotvorna, oružje u Srbiju dolazi rijekama.[1]
- U 96 srpskih logora na okupiranom dijelu BiH više od 130.000 zatočenika.[1]
- Vijeće sigurnosti UN zatražilo slobodan pristup zarobljenicima u BiH.[1]
- Američke židovske organizacije oštro protestiraju zbog velikosrpskih logora smrti i traže odlučnu akciju Svjetske zajednice.[1]
- Francusko Ministarstvo obrane odlučno opovrglo glasine da Generalštab razmatra vojnu intervenciju protiv Srbije.[1]
- Srbi dosad iz naftonosnog polja Đeletovci opljačkali 45 tisuća tona nafte.[1]

### 6. kolovoza
- Prema konačnim rezultatima, na izborima za predsjednika Republike Hrvatske pobijedio dr. Franjo Tuđman, prvak Hrvatske demokratske zajednice, već u prvom krugu, osvojivši apsolutnu većinu glasova, te i službeno postao predsjednik Republike Hrvatske.[1]
- U Zagrebu otvoren područni ured Svjetske zdravstvene organizacije za područje bivše Jugoslavije.[1]
- Ustavni sud Republike Hrvatske prihvatio zahtjev Srpske narodne stranke da predstavlja srpsku nacionalnu manjinu iz Hrvatske u hrvatskom Saboru.[1]
- Veliki sefardski rabin Mordehaj Eliahu pozvao oko 5.000 Židova koji žive na području bivše Jugoslavije da smjesta napuste to područje.[1]
- Kamere televizijske mreže ITN snimile scene iz srpskih logora smrti koje su potom potresle svijet.[1]
- Vatikan potvrdio postojanje zatočeničkih logora pod srpskim nadzorom u BiH te se zalaže da UN i europske zemlje interveniraju kako bi zaustavile srpski imperijalizam.[1]
- BH-Press objavio popis koncentracionih logora i zatvora u Srbiji i Crnoj Gori.[1]

### 7. kolovoza
- U UN-u još početkom srpnja znali sve o užasima u srpskim logorima za Muslimane i Hrvate, no svi su šutjeli i prebacivali odgovornost.[1]
- Američki židovski čelnici na sastanku s Bushovim savjetnikom Brentom Scowcroftom zatražili da se razmotri upotreba sile kako bi se doprlo do koncentracijskih logora nacističkog tipa u BiH.[1]
- Američki predsjednik Bush užasnut i ogorčen zbog strahovitog nasilja koje se provodi nad nedužnim civilnim stanovništvom BiH.[1]
- U BiH u dosadašnjem tijeku rata poginulo više od 100.000 ljudi.[1]
- Ajatolah Janati, posebni izaslanik ajatolaha Hamneija, posjetio zagrebačku džamiju i tom prilikom poručio Muslimanima da se moraju boriti protiv zla, a ono je u ovom trenutku srpska imperijalistička vojska.[1]

### 10. kolovoza
- Na pregovorima u Bruxellesu i Londonu, Hrvatska nema što mijenjati u svojim stajalištima, rekao predsjednik Tuđman na prvoj postizbornoj konferenciji za novinare u Zagrebu.[1]
- Europski parlament traži preko WEU i NATO upotrebu svih raspoloživih sredstava međunarodne zajednice za hitno otvaranja konc-logora u BiH.[1]
- Demokratski predsjednički kandidat Bill Clinton izjavio da SAD ne bi smjele isključiti mogućnost upotrebe zrakoplovstva u vezi sa strašnim problemom srpskih zatvoreničkih logora.[1]
- DVIJE tajne službe - američka CIA i izraelska Mossad - imaju dokaze o postojanju koncentracionih logora u BiH.[1]
- SRBI U BiH u konc-logore zatvaraju i sarajevske Židove - izjavio čelnik Židovske zajednice u listu Maariv i navodi tri takva slučaja.[1]
- Veleposlanik BiH u UN zatražio od međunarodne zajednice da opskrbi muslimanske snage oružjem i da iz zraka napadne srpske položaje.[1]

### 11. kolovoza
- Američki predsjednik Bush najavio imenovanje ambasadora u Republici Hrvatskoj, predsjednik Tuđman sa zadovoljstvom prihvatio Bushov prijedlog o najvišoj razini diplomatskih odnosa, Američki Senat obećao da će osigurati sredstva nužna za američko sudjelovanje u vojnim snagama UN.[2]
- I Rusija za vojnu zaštitu humanitarnih konvoja u BiH.[2]
- Iz izvješća Organizacije za ljudska prava vidljivo da Srbi u BiH ljudima režu nosove i siluju djevojčice.[2]

### 12. kolovoza
- Predsjednik Republike Hrvatske dr. Franjo Tuđman svečano prisegao pred sucima Ustavnog suda nakon ponovnog izbora za predsjednika Republike.[2]
- Helsinki Watch poziva UN da organiziraju međunarodno suđenje za ratne zločine: Ratku Mladiću, Slobodanu Miloševiću, Radovanu Karadžiću, Blagoju Adžiću, Životi Paniću, Vojislavu Šešelju, Željku Ražnatoviću, Mirku Joviću i Dragoslavu Bokanu.[2]
- Prema podacima Biroa za istraživanje rata i ratnih razaranje, srpski agresor do 11. kolovoza na teritoriju BiH osnovao 111, a u Srbiji i Crnoj Gori 17 konc-logora.[2]
- Helen Delich-Bentley, Jim Moody i Milan Panić na udaru američkih medija i politike zbog nezakonitosti koje su učinili pomažući Beograd.[2]
- Međunarodna komisija za ljudska prava optužila vlasti u Beogradu da provode politiku apartheida protiv gotovo cjelokupnog stanovništva Kosova.[2]

### 13. kolovoza
- Vijeće sigurnosti prihvatilo Rezoluciju 770, po kojoj je odobrena vojna akcija u BiH.[2]
- Helsinki Watch raspisao tjeralicu za ratnim zločincima u BiH.[2]
- Ubijen američki novinar David Kaplan na putu u Sarajevo, dok je bio u konvoju koji je pratio jugoslavenskog premijera Milana Panića.[2]

### 14. kolovoza
- Zarobljeni vukovarski borci, njih 726, zamijenjeno kod Nemetina za 250 od 406 Srba, jer je 156 građana srpske nacionalnosti odbilo prelazak na srpsku stranu.[2]
- Američki predsjednik George Bush pozdravio Rezoluciju 770, kojom se odobrava primjena svih potrebnih sredstava kako bi se dopremila humanitarna pomoć u BiH.[2]
- Europska komisija u Bruxellesu s velikim zadovoljstvom primila usvajanje Rezolucije 770.[2]
- Grčka se protivi bilo kakvoj vojnoj intervenciji u BiH.[2]
- Rusija blokirala prihvaćanje rezolucije o krizi na prostoru bivše Jugoslavije.[2]
- NATO podržava Rezoluciju 770 UN.[2]
- Britanski vojni stručnjaci razrađuju plan vojne intervencije u BiH - prvi stiže turski bataljun.[2]

### 15. kolovoza
- Grčka i Makedonija krše embargo UN o sankcijama protiv Srbije.[2]
- Konferencija o europskoj sigurnosti i suradnji osudila Srbe, no Rusija je uspjela ublažiti oštar ton priopćenja.[2]
- Belgija će poslati još vojnika u bivšu Jugoslaviju za zaštitu humanitarnih konvoja, budu li to od nje tražili saveznici.[2]

### 16. kolovoza
- U okolici sela Markušice ruski vojnici izašli iz UNPA sektora da bi prikrili incident koji je izazvala srpska strana, dok su pri razmjeni zarobljenika u blizini Nemetina tri pripadnika tzv. srpske milicije pripadnicima ruskog bataljuna davali cigarete i rakiju a istodobno nogama i šakama udarali zarobljenike.[2]
- Zapovjednik srpskih snaga u BiH general Ratko Mladić zaprijetio da će srušiti zrakoplove koji, kako kaže, padobranima bacaju oružje bosanskim snagama.[2]
- Američki predsjednik George Bush izjavio da Amerika nije svjetski policajac i da u BiH ne kani slati svoje vojnike, ali da zračni napadi nisu isključeni.[2]

### 18. kolovoza
- Na Slavonski Brod palo 250 najrazornijih granata, a kao posljedica toga sedam poginulih i 14 ranjenih Brođana.[2]
- Mađarska, koja sankcije Vijeća sigurnosti UN protiv Srbije i Crne Gore primjenjuje od lipnja, dosad zbog toga izgubila 300 milijuna dolara, te traži od Vijeća sigurnosti naknadu štete.[2]
- SAD uspostavile pune diplomatske odnose s Hrvatskom, Slovenijom i BiH.[2]
- Bivši poljski ministar Tadeusz Mazowiecki doputovao u Ženevu, gdje će početi istragu o kršenju ljudskih prava na području bivše Jugoslavije.[2]
- Velika Britanija poslat će u BiH do 1800 vojnika radi zaštite humanitarnih konvoja.[2]

### 19. kolovoza
- Zbog sve učestalijih napada na Slavonski Brod odlučeno da se oko 6.000 djece evakuira u sigurnije predjele Hrvatske.[2]
- U Apelu svjetskoj javnosti gradonačelnik Goražda pozvao UN na vojnu intervenciju.[2]
- Amnesty International potvrdio zlodjela u BiH.[2]
- Diverzanti Oružanih snaga BiH napali banjalučki aerodrom i tom prilikom uništili više zrakoplova.[2]

### 20. kolovoza
- Švicarska vlada podupire Rezoluciju Vijeća sigurnosti UN kojom se odobrava vojna sila za zaštitu humanitarnih konvoja u BiH.[2]
- Izvješće Helsinki Watcha o ratnim zločinima na području bivše Jugoslavije govori da Srbi provode protjerivanja pučanstva kao ratnu taktiku.[2]
- Glasnogovornik UNPROFOR-a Frederic Eckhard potvrdio vijest da su pripadnici srpske milicije u Baranji, na mostu između Bezdana i Batine, protjerali belgijske pripadnike snaga UN s njihovog kontrolnog mjesta.[2]
- SRBI nastavljaju s pljačkom nafte u Đeletovcima uz prešutnu suglasnost UNPROFOR-a.[2]
- Predsjednik Predsjedništva BiH Alija Izetbegović izjavio za Njemačku televiziju da u BiH postoje jedinice Hrvatskog vijeća obrane, ali da nije istina da je prisutna i Hrvatska vojska.[2]
- Srpski zrakoplovi nastavljaju s napadima na Goražde. Na taj grad padaju napalm i kasetne bombe, a u posljednje vrijeme Srbi bacaju i bojne otrove.[2]
- Ministar vanjskih poslova BiH Haris Silajdžić ponovio u Washingtonu da se protivi kantonizaciji BiH.[2]

### 21. kolovoza
- Šef ruske diplomacije Andrej Kozirev odlučno protiv ruskog oslanjanja na pravoslavni čimbenik na prostoru bivše Jugoslavije, te ustvrdio da Moskva nije odvjetnik Beograda.[3]
- Potresni dokumenti povijesti - brzojav iz Sarajeva 1914. o crnogorskom masakru ranjenika - podsjeća na 1992. u BiH.[3]
- Srbi započeli naseljavati Drniš.[3]
- Hrvatska postala članicom Svjetske organizacije za intelektualno vlasništvo (WIPO).[3]

### 22. kolovoza
- Rusija spremna podržati najodlučnije mjere Vijeća sigurnosti, kako bi se ostvarila sigurnost mirovnih snaga UN u BiH.[3]

### 23. kolovoza
- Sunday Times tvrdi da su Amerikanci prije deset dana bili spremni na odlučnu akciju, ali da su ih Francuzi i Britanci odgovorili od toga.[3]
- Turska, koja trenutačno predsjeda Organizaciji islamske konferencije, namjerava na zasjedanju Generalne skupštine zatražiti odlučniju akciju UN radi zaustavljanja sukoba u BiH.[3]

### 24. kolovoza
- Republika Hrvatska ne odriče pravo Srbiji i Crnoj Gori da se udruže u neku novu zajednicu, ali takvu novu jugoslavensku zajednicu ne priznajemo kao jedinu pravnu nasljednicu bivše Jugoslavije, piše dr. Tuđman u odgovoru Dobrici Ćosiću, predsjedniku SR Jugoslavije.[3]
- Stručnjaci Sjeveroatlantskog saveza napisali izvješće o modalitetima vojnog angažiranja u BiH.[3]
- Hrvatski veleposlanik u UN dr. Mario Nobilo podržao pravo na samoobranu i zatražio da Ujedinjeni narodi skinu embargo na izvoz oružja u Hrvatsku i BiH.[3]

### 25. kolovoza
- Generalna skupština UN prihvatila Rezoluciju podrške suverenosti, teritorijalnom integritetu i cjelovitosti BiH.[3]
- Predsjednik Tuđman otputovao u London na konferenciju o bivšoj Jugoslaviji.[3]
- Zrakoplovi SAD će štititi humanitarne konvoje u BiH, prema istoj odluci Pentagona, ne isključuje se mogućnost i upotrebe borbenih zrakoplova.[3]
- NATO priopćio da će čekati završetak Mirovne konferencije u Londonu, pa će potom odlučiti o vojnom planu za zaštitu humanitarnih konvoja u bivšoj Jugoslaviji.[3]
- Snage Zapadnoeuropske unije (WEU) prijavile 16 brodova koji su kršili embargo Ujedinjenih naroda protiv Srbije i Crne Gore.[3]
- Stručnjaci UN na Peruči provjeravali mogućnosti što bržeg puštanja hidrocentrale u pogon.[3]
- Pri slijetanju na sarajevsku zračnu luku pogođen njemački zrakoplov.[3]

### 26. kolovoza
- Beograd - izvor ratnog zla - zaključak Mirovne konferencije održane u Londonu.[3]
- U uvodnom govoru na Londonskoj konferenciji britanski premijer Major istakao dva osnovna načela: granice se ne mogu mijenjati silom; manjine moraju biti zaštićene.[3]
- U govoru na Londonskoj konferenciji dr. Tuđman naglasio kako Londonska konferencija mora, kao što je to navedeno i u programu njezina rada, biti nastavak konferencije kojoj je predsjedao lord Carrington i polaziti od rezultata te konferencije i dokumenata koji su na njoj doneseni.[3]
- Izbjeglice iz BiH nastavit će školovanje u hrvatskim školama.[3]
- U Republici Hrvatskoj zbrinuto 635.781 prognanika i izbjeglica.[3]
- Generalna skupština UN Rezolucijom o BiH učinila važan korak naprijed, jer je, njome, za razliku od mnogih ranijih dokumenata kojima se zaobilazilo prave korijene krize, jasno ističe da je riječ o agresiji protiv teritorija Republike BiH.[3]
- Američki predsjednik George Bush odobrio povlašten trgovački status Hrvatskoj, Sloveniji i BiH.[3]

### 27. kolovoza
- Srpska strana u BiH izjavila da je spremna u sedam dana okupiti teško naoružanje i predati ga snagama UN, te napustiti određeni dio teritorija koji je zauzela.[3]
- Srpski agresor ne prestaje sa svakodnevnim napadima na brodsko Posavlje - na udaru Babina Greda.[3]

### 28. kolovoza
- Odlukom ministara Zapadnoeuropske unije 5.250 vojnika bit će stavljeno na raspolaganje UN radi provođenja plana zaštite humanitarnih konvoja u BiH.[3]
- Bijela kuća pozdravila rezultate Londonske konferencije.[3]
- Bosanska Posavina pod stalnim udarom neprijatelja - borbe za svaki pedalj zemlje.[3]

### 29. kolovoza
- Hrvatska i Rumunjska uspostavile pune diplomatske odnose.[3]
- Na sastanku visokih dužnosnika zemalja članica Pokreta nesvrstanih u Džakarti prihvaćena odluka o primanju Republike Hrvatske u pokret nesvrstanih u statusu promatrača.[3]
- Vance i Owen spremaju se preuzeti nadzor nad mirovnom aparaturom koja se pokreće u Ženevi.[3]
- SAD ponudile tri milijuna dolara kao pomoć za novi krug pregovora sukobljenih strana u nekadašnjoj Jugoslaviji.[3]

### 30. kolovoza
- Nakon višemjesečne opsade razbijen srpski obruč oko Goražda, javlja Radio BiH.[3]
- Specijalci britanskih vojnih snaga tajno djeluju u Bosni, sa zadatkom da otkriju položaje srpske vojske, tvrdi londonski Sunday Express.[3]

### 31. kolovoza
- Po nalogu okupatora, tridesetak srpskih obitelji iz Cavtata otišlo uglavnom u Crnu Goru.[3]
- Srbi s planine Vučjak u BiH neprekidno granatiraju Slavonski Brod.[3]
- Premijer tzv. Jugoslavije Milan Panić našao se, nakon londonske konferencije, na udaru nekih srpskih krugova u Beogradu.[3]
- Razmjenom nota između ministarstava inozemnih poslova Republike Albanije i Republike Hrvatske, dvije države uspostavile diplomatske odnose.[3]
- Prema odjecima londonske konferencije, u ruskim glasilima se ističe da je ruska diplomacija dobila ključ jugokrize u svoje ruke.[3]
- Dragalić, hrvatsko selo na području pod kontrolom UNPROFOR-a, četnici u potpunosti spalili.[3]